# Herbert-Steiner-Preis
Der Herbert-Steiner-Preis ist eine 2004 geschaffene Auszeichnung des Dokumentationsarchivs des österreichischen Widerstandes (DÖW) und der International Conference of Labour and Social History (ITH).
Der Preis ist benannt nach dem Mitbegründer und langjährigen Leiter des DÖW und der ITH Herbert Steiner. Die Auszeichnung wurde geschaffen, um Personen „für wissenschaftliche Arbeiten in deutscher oder englischer Sprache zu den Themen „Widerstand/Verfolgung/Exil in der Zeit des Faschismus und Nationalsozialismus“ und/oder „Geschichte der Arbeiterbewegung“ auszuzeichnen“. Zusätzlich wird auch ein Herbert-Steiner-Anerkennungspreis vergeben.
Die Gesamtausschüttung für beide Preise beträgt 10.000 Euro und „soll in erster Linie die Überarbeitung wissenschaftlicher Manuskripte für die Veröffentlichung ermöglichen“.

## Preisträger
- 2004: Monika Neuhofer, Elisabeth Kübler und Claudia Kuretsidis-Haider
- 2005: Barbara Nicole Wiesinger, Ralph Gabriel, Christiane Rothländer und Wolfgang Stadler
- 2006: Heimo Halbrainer, Christian Kloesch, Stephanie Braukmann und Petra Domesle
- 2007: Herwig Czech, Matthias Marschik, Anerkennungspreise: Klaus Kienesberger, Martin Niklas
- 2008: John Evers, Elissa Mailänder Koslov, Claudia Andrea Spring, Anerkennungspreise: Ružica Grgic und Peter Stadlbauer
- 2009: Marc Buggeln, Anerkennungspreise: Marcus Meier, Peter Pirker, Friedrich Stepanek
- 2010: Bernhard Blank, Anerkennungspreis: Peter Larndorfer
- 2011: Julia Köstenberger, Anerkennungspreise: Judith Goetz, Mathias Lichtenwagner, Ina Markova
- 2012: Matthias Kaltenbrunner, Alexander Korb
- 2013: Julia Hörath, Pia Schölnberger, Förderpreise: Tanja von Fransecky, Andreas Kranebitter
- 2014: Anna Hájková, Kim Wünschmann, Anerkennungspreis: Robert Obermair
- 2015: Stefanie Coché, Anerkennungspreis: Lukas Meissel
- 2016: Vida Bakondy, Ina Markova und Alexa Stiller
- 2017: Susanne Beer, Anerkennungspreis: Veronika Springmann
- 2018: Friedrich Cain, Linda Erker, Alexander Prenninger
- 2020: Lisbeth Matzer, Anerkennungspreise: Ella Falldorf und Matthias Fuchs
- 2021: Elisabeth Luif, Douglas Carlton McKnight
- 2022: Leo Grob, Christina Wieder; Anerkennungspreis: Magdalena Glaser
- 2023: Johannes Glack; Anerkennungspreise: Irene Messinger, Annika Padoan
- 2024: Konstantin Ferihumer, Christiane Hess, Lukas Meissel